# Жизель Керозин
«Жизель Керозин» (фр. Gisèle Kérozène) — короткометражный фильм режиссёра Жана Кунена, завоевавший гран-при на международном фестивале фантастических фильмов в Авориазе.

## Сюжет
На протяжении фильма идёт гонка ведьм на мётлах за Жизель Керозин, укравшей череп.

## В ролях
- Абель Абульетен — Рита Мачлесс
- Паскаль Банос — ведьма и Супермен
- Боб Флечард — Бренда Стука
- Жан Кунен — паралитик
- Жан-Батист Састре — Жизель Керосин
- Гразела Тюмен — медсестра

## Съёмочная группа
- Режиссёр — Жан Кунен;
- Сценарий — Карло Де Бутини;
- Оператор — Жанна Лапоери;
- Монтажёры — Вероника Лонже, Тьерри Рубин.

## Художественные особенности
Фильм снят в технике покадровой съёмки. Это позволило снять полёты на мётлах без использования комбинированных съёмок или компьютерной графики.

## Награды
- 1989 — гран-при на международном фестивале фантастических фильмов в Авориазе.